# Bureau d'impression du gouvernement des États-Unis
Pour les articles homonymes, voir GPO.

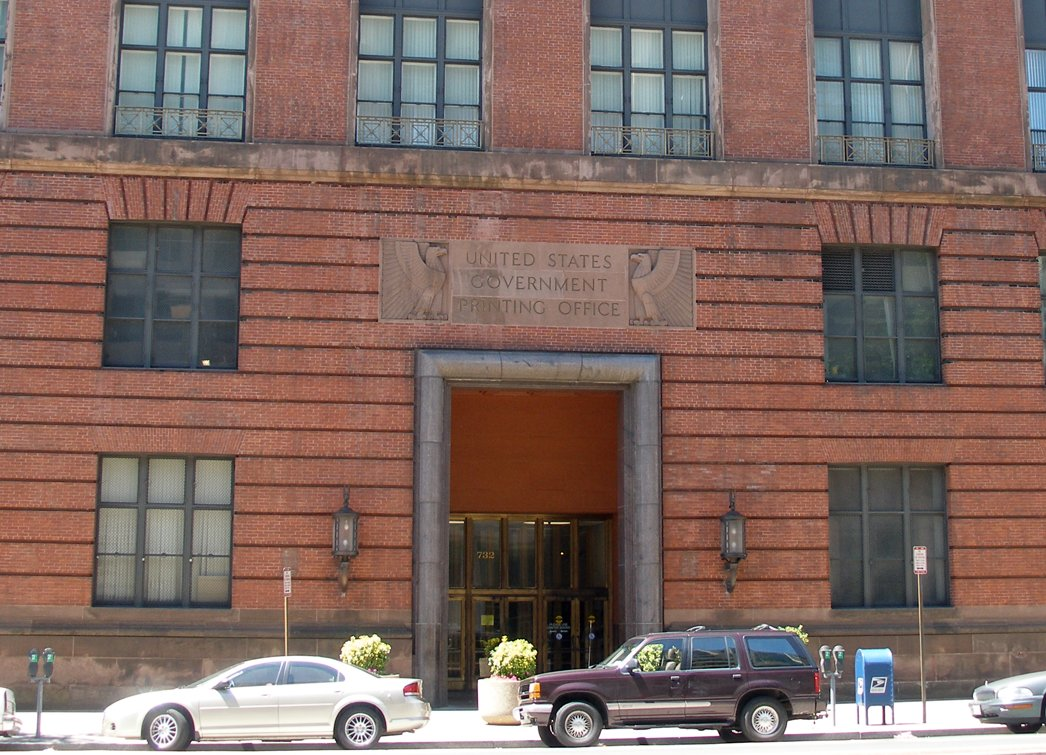
Entrée du siège.

Le Bureau d'impression du gouvernement des États-Unis (Government Printing Office ou GPO) est une agence de la branche législative du gouvernement fédéral des États-Unis. Le bureau imprime et rend accessible tous les documents produits par les trois branches du gouvernement fédéral dont la Cour suprême, le Congrès américain, le Bureau exécutif du président des États-Unis, les départements exécutifs et les agences indépendantes du gouvernement fédéral.
La mission première du GPO est de rendre les publications gouvernementales le plus disponible possible, en rassemblant, cataloguant, fournissant et préservant les informations publiées sous toutes leurs formes. 
Le GPO fournit l'information au grand public au travers de GPO Access, qui contient des bases de données d'information gouvernementale et au travers du Federal depository library Program, qui est un partenariat avec des centaines de bibliothèques à travers le pays. 
Créé par le Congressional Joint Resolution de 1860, il est dirigé par le Public Printer, nommé par le président des États-Unis avec la confirmation du Sénat. Le Public Printer nomme un Superintendant des Documents (Superintendent of Documents) dont la charge est de répandre et rendre accessible les informations gouvernementales publiées par le GPO.
Le GPO sous-traite aujourd'hui la majeure partie du travail d'impression mais continue d'imprimer lui-même les journaux gouvernementaux dont : 
- le Code des règlements fédéraux ;
- Public and Private Laws ;
- le Congressional Record ;
- le Federal Register, qui est la publication quotidienne officielle concernant les réglementations et les avis des organisations et agences fédérales ;
- Code des États-Unis ;
- United States Statutes at Large ;
- House Journal et Senate Journal.

Depuis les années 1920, le GPO produit et imprime les passeports américains dont le passeport électronique depuis 2006.

## Source
- (en) Cet article est partiellement ou en totalité issu de l’article de Wikipédia en anglais intitulé « United States Government Printing Office » (voir la liste des auteurs).